# ミル総本社
株式会社ミル総本社（みるそうほんしゃ）は、京都市伏見区に本社を置く健康食品や化粧品等の販売を行う日本の企業である。

## 概要
1977年（昭和52年）11月18日に設立。「ミル総本社」という社名には、母乳栄養のミルクを意味しており、子供の自然の生命源である「役割・使命」といった意味を込められている。
経営理念は『健康生活応援企業として、物心ともに生きあう「健康」と「幸せ」の大切さを探求し、その製品をもって社会の健康福祉に貢献する』としており、健康食品事業を中心に化粧品事業などを展開している。

## 主な商品
- フィットライフコーヒー
- エクサライフコーヒーW
- シェイプライフ青汁
- フィットライフ青汁
- 食善彩茶
- 減塩あかもくのおみそ汁

## 沿革
出典：
- 1977年（昭和52年）- 会社設立と同時に健康栄養補助食品の販売を開始する
- 1982年（昭和57年）- アルビン製品の製造販売とともに、全国的なFC健康産業の確立をめざす
- 1985年（昭和60年）- 乳酸菌の研究に着手
- 1987年（昭和62年）- 近畿大学薬学部薬用資源学研究室と共同研究開始
- 1989年（平成元年）- 本社新社屋完成
- 1991年（平成3年）- ｢第38回日本栄養改善学会｣で、当社のアルビン菌（オリジナル乳酸菌）による便秘（便性）の改善についての研究発表が行われる
- 1992年（平成4年）- 乳清（乳酸菌）を主成分にした新製品、無添加基礎化粧品完成。ヘルス、ビューティー、ケアの3本柱で、内と外の健康を提案
- 1996年（平成8年）- 設立20周年を迎え、エコライフを未来戦略のテーマとする
- 1997年（平成9年）- ｢エコライフ｣が、特定保健用食品として厚生省（当時）の許可認定を受ける
- 1998年（平成10年）- 科学技術庁が策定したRSP事業｢バイオ産業創成研究会｣の一員として、成人病予防の機能性食品開発に参加（バイオアルビン研究所）
- 2000年（平成12年）- ｢フィットライフコーヒー｣が、特定保健用食品として厚生省の許可認定を受ける
- 2001年（平成13年）- ｢新規発酵ギャバの研究｣が農林水産省総合食料局（財団法人食品産業センター）委託食品産業再生･新事業創出技術開発事業に採択される
- 2002年（平成14年）- 独創的な技術で京都の産業の振興と発展に貢献したとして、京都中小企業優秀技術賞（知事賞）を受賞
- 2003年（平成15年）- L・カゼイ菌による発酵製造法で特許を取得
- 2004年（平成16年）- NHK｢ぐるっと関西 おひるまえ｣で、トクホ開発に挑む中小企業として取材･放映される。ISO9001認証取得
- 2006年（平成18年）- GABAの研究で日本初、トマト発酵ギャバの開発･生産に成功
- 2007年（平成19年）- GABA研究開発等事業計画で京都府（知事）認定を受ける
- 2008年（平成20年）- 中小企業総合展2008に出展
- 2012年（平成24年）- 京セラ名誉会長の稲盛和夫が率いる盛和塾から「稲盛経営者賞（製造業第3グループ第1位）」を受賞
- 2014年（平成26年）- 公益社団法人日本通信販売協会（JADMA）の会員となる。京都府の府政進展に貢献したとして、「篤志表彰」を受ける。プライバシーマーク認証取得。京都エコノミック・ガーデニング支援強化事業に採択
- 2016年（平成28年）- 京都工場竣工
- 2017年（平成29年）-  機能性表示食品受理（フィットライフ青汁・シェイプライフ青汁・食善彩茶・アイスコーヒー・uno-sano Relaxation direct）。きょうと農商工連携応援ファンド支援事業に承認
- 2018年（平成30年）- 京都府立医科大学と健康長寿に関する共同研究開始。減塩おみそ汁が、かるしお認定商品として国立循環器病研究センターの許可認定を受ける
- 2019年（平成31年/令和元年）- エクサライフコーヒーWが、特定保健用食品として消費者庁の許可認定を受ける。機能性表示食品受理（シェイプライフティートリプル）。減塩大黒本しめじのおみそ汁が、かるしお認定商品として国立循環器病研究センターの認定を受ける。京の食6次化ビジネス創出支援事業に承認
- 2020年（令和2年）- 優良ふるさと食品中央コンクール表彰　京都府代表に選出

## CM出演者
- 星由里子
- ガッツ石松
- 野々村真
- かつみ♥さゆり
- 假屋崎省吾
- 川島陽子